# Anton Josef Gruscha
Anton Josef kardinál Gruscha (3. listopadu 1820 Vídeň – 5. srpna 1911 hrad Kranichberg, Kirchberg am Wechsel) byl rakouský římskokatolický duchovní, mezi lety 1890 a 1911 arcibiskup arcidiecéze vídeňské.

## Život
Narodil se do rodiny řemeslníka.
Když dokončil maturitu, studoval na univerzitě ve Vídni katolickou teologii. Dne 4. května roku 1843 přišel jeho velký den – kněžské svěcení.
Roku 1851 pracoval jako profesor v Theresianu. Dne 28. dubna 1878 jej arcibiskup vídeňský Johann Rudolf Kutschker vysvětil na biskupa a Gruscha se stal titulárním biskupem Harranu. Dne 24. ledna 1890 byl jmenován arcibiskupem vídeňským.
Poslední roky svého života byl takřka slepý a také němý, a proto mu museli pomáhat generální vikář Godfried Marschall a koadjutor Franz Xaver Nagl, jenž byl později jmenován na jeho místo.
Dne 5. srpna 1911 zemřel na hradě Kranichberg v Dolních Rakousích. Je po něm pojmenováno náměstí Gruschaplatz v Penzingu.
Během svého života byl 740. nejbohatším obyvatelem Vídně.